# جيمس غالاتين
جيمس غالاتين (بالإنجليزية: James Gallatin)‏ هو مصرفي أمريكي، ولد في 18 ديسمبر عام 1796، وتوفي في 29 مايو 1876.